# Matheus Stetner
Cet article possède un paronyme, voir Stettner.
Matheus Stetner est un orfèvre actif à Strasbourg au début du XVIIe siècle.

## Biographie
Fils de Matthias Stettner, graveur d'armoiries, Matheus Stetner est reçu maître à Strasbourg en 1611. Le 12 septembre de la même année, il épouse à Francfort Marie, fille de Wilhelm Bischoff.

## Œuvre

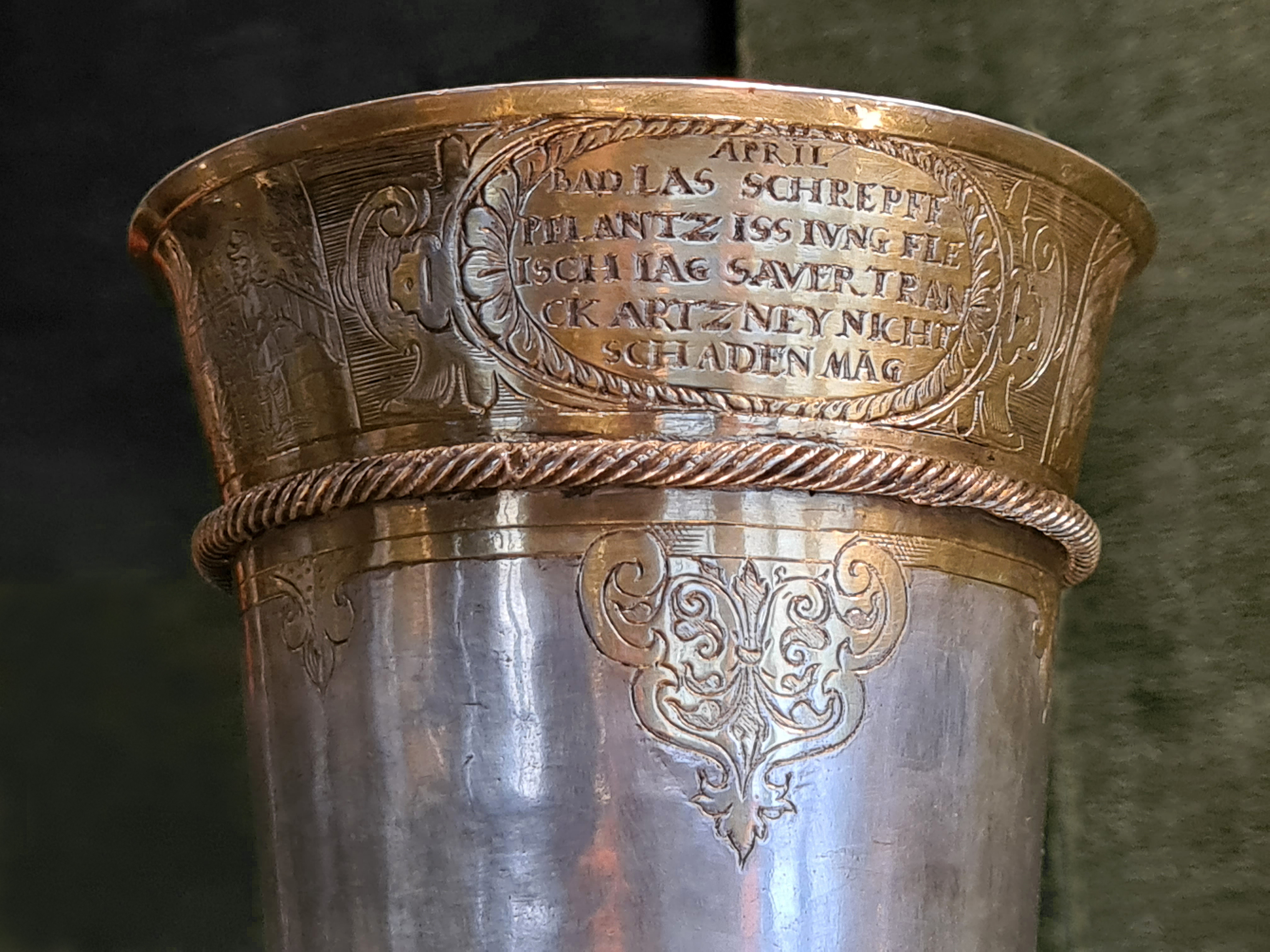
Gobelet du mois d'avril (détail).

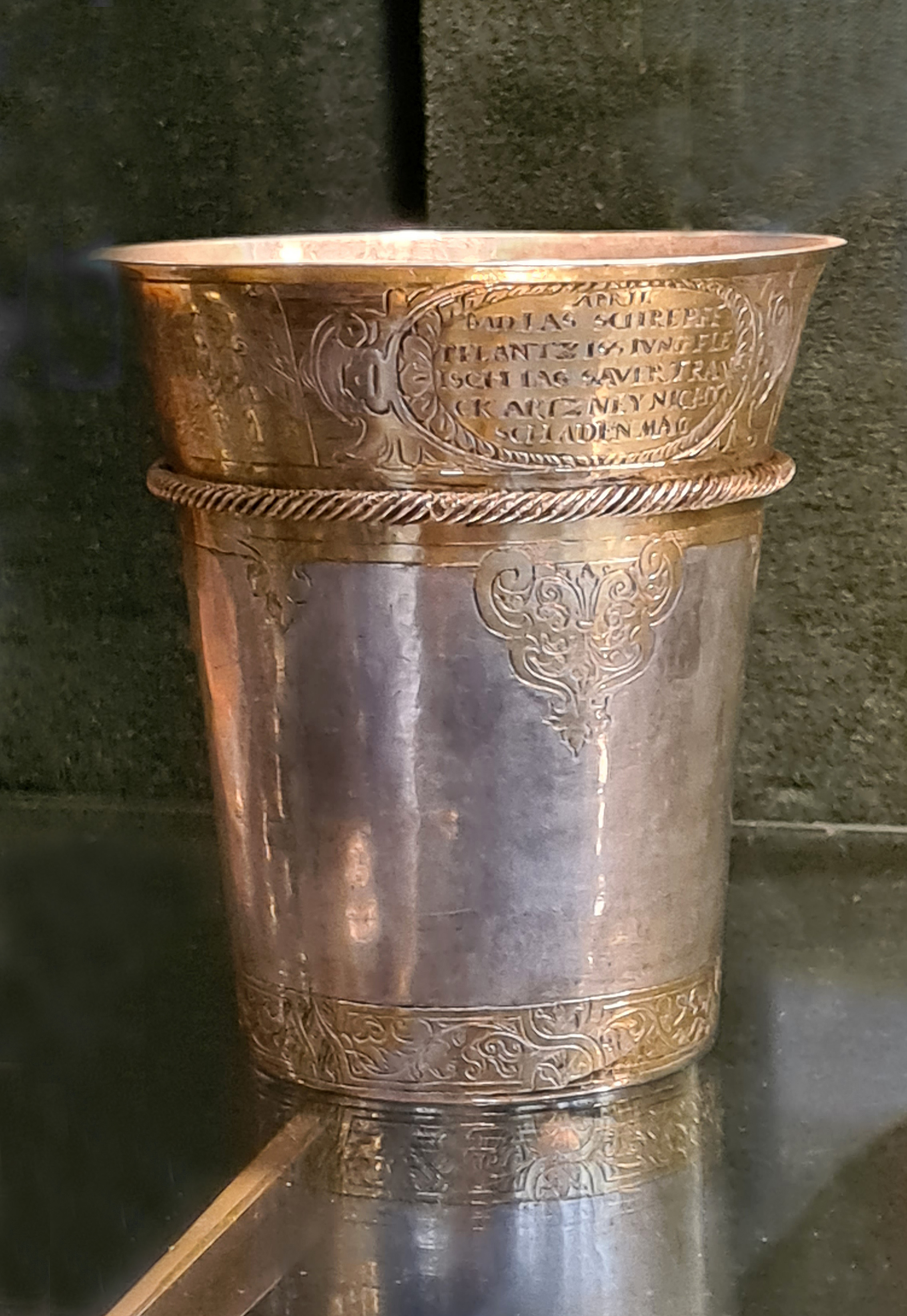
Gobelet du mois d'avril.

Le musée de l'Œuvre Notre-Dame de Strasbourg détient de lui un Monatsbecher du mois d'avril. Ces Monatsbecher constituaient des séries de douze gobelets décorés mettant en scène les activités de chaque mois de l'année. Souvent produits à Nuremberg, on les trouve principalement dans les pays de langue allemande, entre le début du XVIe et le milieu du XVIIe siècle.
Celui du mois d'avril, réalisé par Stetner avant 1616, est un gobelet cylindro-conique en argent partiellement doré dont le col s'évase à partir d'une torsade rapportée, sous laquelle des rinceaux feuillus en triangle sont gravés. Autour de la base court une frise dorée gravée de cartels d'entrelacs. 
Le col doré porte une inscription gravée dans un cartel ovale :

« APRIL / BAD LAS SCHREPFF / PFLANTZ / ISS JVNG FLEISCH / JAG / SAVER TRANCK / ATZNEY NICHT SCHADEN MAG »

De part et d'autre du cartel, des scènes représentent les travaux du mois d'avril. Sur la face postérieure figure un signe du zodiaque, un taureau entouré de nuages. 
La pièce porte le poinçon du maître et celui aux armes de la Ville.
En 1948, la pièce est présentée au pavillon de Marsan, à Paris, lors de l'exposition Chefs-d'œuvre de l'art alsacien et de l'art lorrain.